# Bushtrický most
Bushtrický most (albánsky Ura e Bushtricës) je nejvyšší a nejdelší železniční most v Albánii. Nachází se na východě země. Je součástí trati Elbasan–Prrenjas.
Betonový jednokolejný most má celkovou délku 280 m a překonává výšku 50 m nad terénem. Pod samotným mostem vede albánská hlavní silnice SH3, která spojuje města Pogradec a Elbasan.
Most má název podle řeky Bushtrica, kterou překonává v místě jejího soutoku s tokem Shkumbin. Vybudován byl z betonu. Trať po mostě je vedena v oblouku. Most podpírá 8 masivních betonových pilířů. Most byl dokončen v roce 1973.